# Seedbox
Un seedbox és un servidor remot d'alta amplada de banda per carregar i descarregar fitxers digitals des d'una xarxa P2P. L'amplada de banda oscil·la generalment entre 100 Mbit/s i 20 Gbit/s. Després que el seedbox hagi adquirit els fitxers, les persones amb accés al seedbox poden baixar-lo als seus ordinadors personals.

## Funció
Els servidors seedbox generalment utilitzen el protocol BitTorrent, tot i que també s'han utilitzat a la xarxa eDonkey2000. Se solen connectar a una xarxa d'alta velocitat, sovint amb un rendiment de 100 Mbit/s o fins i tot 1 Gbit/s. Alguns proveïdors estan provant i oferint servidors compartits de 10 Gbit/s, mentre que altres desenvolupen altres sistemes que permetran als usuaris escalar les seves necessitats sobre la marxa. Un cop el seedbox tingui una còpia completa dels fitxers, es poden descarregar a alta velocitat a l'ordinador personal de l'usuari mitjançant els protocols HTTP, FTP, SFTP o rsync. Això permet l'anonimat i, normalment, elimina la necessitat de preocupar-se per la proporció de participacions. Les caixes inicials més cares poden admetre VNC o Remote Desktop Protocol, cosa que permet executar remotament a molts clients populars. Altres caixes inicials tenen un propòsit especial i executen una gran varietat de programes específics de torrent, incloses interfícies web de clients populars com Transmission, rTorrent, Deluge i μTorrent, així com els clients de la interfície web TorrentFlux. Els clients com Transmission també ofereixen suport a la interfície mòbil.
Els seedbox de les xarxes d'alta velocitat solen descarregar fitxers grans en qüestió de minuts, sempre que l'eixam pugui gestionar una amplada de banda tan elevada. Generalment tenen velocitats de descàrrega i càrrega de 100 Mbit/s. Això significa que un fitxer d'1 gigabyte es pot acabar de baixar en menys de dos minuts. El mateix fitxer d'1 gigabyte es pot carregar a altres usuaris en el mateix temps, creant una proporció de compartició 1:1 per a aquest fitxer individual. La possibilitat de transferir fitxers tan ràpidament els fa molt atractius per a les comunitats P2P. A causa de les altes velocitats esmentades, els seedbox tendeixen a ser populars quan s'utilitzen rastrejadors de torrents privats, on mantenir una proporció de quota superior a 1 pot ser molt important.
Els seedbox també s'utilitzen per eludir l'estretor de l'amplada de banda dels proveïdors de serveis d'Internet o per eludir legislacions restrictives amb la compartició de fitxers per P2P com la llei HADOPI a França.